# 三田紀房
三田 紀房（みた のりふさ、1958年1月4日 - ）は、日本の漫画家。

## 人物

### 生い立ち
岩手県北上市出身。血液型B型。岩手県立黒沢尻北高等学校を経て、明治大学政治経済学部卒業。大学の体育会に至るまでの剣道競技経験を持ち、その経験は初期の作品『空を斬る』に色濃く反映されている他、村上もとかの代表作である『六三四の剣』に影響を与えるにも至った（『六三四の剣』は三田の故郷である岩手県が舞台でもある）。

### 大学卒業後
大学4年生の盆過ぎに初めて就職相談を行った結果、流通業界しか採用活動をしていなかったことから、大学卒業後はそのまま西武百貨店へ就職した。しかし1年後、2つの衣料品店を経営していた実父が、店の業績が芳しくない中で体調を崩してしまったことから、退職して岩手の実家に戻り、兄とともに家業を手伝う。
経営不振に悩む中、家業を継いでから2年後に父は病死、その後、1億円近い多額の借金の存在も明らかになり資金繰りに苦しむことになる。店の経営に悩む中、漫画雑誌の新人募集の広告が目に留まり、漫画の製作・新人賞応募を決意。賞金額のみならず、漫画を描いている時間だけは借金と商売のことを忘れられたことも、三田を創作に向かわせる要因となった。親交があった村上もとかに作品を評価してもらいながら独学で投稿作を完成させ、3社に応募した。
30歳の時、講談社の第17回ちばてつや賞一般部門に『さよならの贈り物』が入選する。その後もしばらくの間店番をしながら漫画を描く二足のわらじを続けたのち、6年続けた支店を閉店、再上京し、専業漫画家としては遅いスタートを切った。アシスタントとしての経験がないばかりか、学生時代に創作活動をしていたわけでもない。

### デビュー後
スポーツ漫画、特に野球漫画で徐々に頭角を現したが、仕事は細々であったため、生活はギリギリの状態であった。そんな中、『漫画ゴラク』の編集者の「アンケートで1位をとろう」という激励が転機となり、自らアンケート結果などを研究し、「売れる漫画」のパターンを研究するようになる。
その後、2003年より『モーニング』で連載を開始した、「東大受験」をモチーフにした異色作『ドラゴン桜』が大ブレイクのきっかけとなり、2005年第29回講談社漫画賞、平成17年度第9回文化庁メディア芸術祭マンガ部門優秀賞を受賞した。同作品はさらに、連続テレビドラマ化されるに至った。また、2007年から2010年まで『モーニング』にて『ドラゴン桜』の続編となる『エンゼルバンク-ドラゴン桜外伝-』を連載した。同作品もテレビドラマ化された。
これ以外にも、2005年から2009年まで『ビッグコミックスペリオール』にて起業を題材とした『マネーの拳』を、2006年より2009年まで『スーパージャンプ』にて就職活動指南漫画である『銀のアンカー』を連載した。
2010年からは『週刊ヤングマガジン』で野球漫画『砂の栄冠』を連載開始、2015年に連載終了。2015年からは『週刊ヤングマガジン』で戦争漫画『アルキメデスの大戦』を連載開始。2018年からは『モーニング』で受験漫画『ドラゴン桜2』（『ドラゴン桜』の続編）を連載開始、2021年に連載終了。
2024年にこれまでの漫画家人生を振り返った自伝『ボクは漫画家もどき イケてない男の人生大逆転劇』を出版した。

### その他
2006年12月、大和書房より著書、『個性を捨てろ! 型にはまれ!』を発刊。後に続編となる『汗をかかずにトップを奪え!』も発刊。いずれも本人名義の著書であるが、後者は『ドラゴン桜』の主人公、桜木が語る体裁（演出）を取っている。前者も、「桜木の人格」を意識した内容となっており、純然たる自著とは言い難い部分がある。

## 作品リスト

### 連載中
- Dr.Eggs ドクターエッグス（2021年 - 、『グランドジャンプ』、集英社、既刊11巻）
- 魔界の議場（原作担当 / 作画：魚戸おさむ、2025年 - 、『ビッグコミックスピリッツ』2025年13号[4] - 、小学館）

### 連載終了
- Eiji's Tailor（1996年 - 1997年、『ビッグコミックオリジナル増刊』、小学館、全1巻）
- 審判物語バーディクト（『漫画ゴラクネクスター』、日本文芸社、全1巻）
- 空を斬る（『月刊アフタヌーン』、講談社、全1巻）
- BOYS OF SUMMER（ビッグコミックスピリッツ』、小学館、全1巻）
- ポロシャツとアッパーカット（『週刊プレイボーイ』、集英社、全5巻）
- クロカン（1996年 - 2002年、『週刊漫画ゴラク』、日本文芸社、全27巻）
- 甲子園へ行こう!（1999年 - 2004年、『週刊ヤングマガジン』、講談社、全18巻）
- スカウト誠四郎（『イブニング』、2001年 - 2003年、講談社、全2巻）
- ドラゴン桜（2003年 - 2007年、『モーニング』、講談社、全21巻）
- マネーの拳（2005年 - 2009年、『ビッグコミックスペリオール』、小学館、全12巻）
- 銀のアンカー（原作担当 / 作画：関達也（単行本5巻より本人名義に）、2006年 - 2009年、『スーパージャンプ』、集英社、全8巻）
- 風とグリーンの教室（連載小説及び作画。2008年 - 、『パーゴルフ』、学習研究社）
- エンゼルバンク-ドラゴン桜外伝-（2007年 - 2010年 、『モーニング』、講談社、全14巻）
- 透明アクセル（2009年 - 2010年、『イブニング』、講談社、全3巻）
- 砂の栄冠（2010年 - 2015年、『週刊ヤングマガジン』、講談社、全25巻）
- インベスターZ（2013年 - 2017年、『モーニング』、講談社、全21巻）
- アルキメデスの大戦（2015年 - 2023年、『週刊ヤングマガジン』、講談社、全38巻）
- ドラゴン桜2（2018年 - 2021年、『モーニング』、講談社、全17巻）

### 著書
- 個性を捨てろ! 型にはまれ!（大和書房）
- 汗をかかずにトップを奪え!（大和書房）
- 成功の五角形で勝利をつかめ!（大和書房）
- 「ここ一番」に強くなれ!（大和書房）
- 会社に左右されない仕事術（講談社）
- 「売れ残る時代」の転職術（講談社）
- 野球バカは野球でしかビジネスを考えられない（ベストセラーズ）　田尻賢誉との共著
- プレゼンの極意はマンガに学べ（講談社）
- ボクは漫画家もどき イケてない男の人生大逆転劇（講談社ビーシー）

## 評価
- 現代社会を反映した内容と明確な方法論、自己啓発性などを高く評価する声が多く、代表作『ドラゴン桜』はテレビドラマ化され社会現象にもなった。
- 『ドラゴン桜』のドラマ化以後、ビジネス・教育・自己啓発系の漫画を書いているが、本来の得意分野は野球漫画（「この漫画がすごい!」インタビューでの作者談）であり、最初のヒット作も高校野球の監督を描いた『クロカン』で、作者も「またいずれ野球漫画を書くだろうし、ドラマ化以前からのファンがそれを望んでいることも承知している」と語った。
- 本人は明治大学卒であるが、灘高等学校を経て東大を卒業した担当編集の佐渡島庸平が「東大など簡単に入れますよ」との言葉が『ドラゴン桜』のきっかけとなった。『ドラゴン桜』の前半は、東大卒の編集担当者の体験がストーリーの材料となっている。

## アシスタント
- 今谷鉄柱[5]

## メディア出演

### テレビ
- 漫道コバヤシ#116（2025年7月28日、フジテレビONE[6]）